# Broby Overdrev
Broby Overdrev – miasto w Danii, w regionie Zelandia, w gminie Sorø.